# Маркова дупка
Марковата или Крали-Марковата дупка е скален мост с височина 28 m, разположен в южната част на биосферния резерват „Стенето“ в Националния парк „Централен Балкан“, Средна Стара планина.

## Геоморфология
Марковата дупка представлява пещера в последен стадий на развитие, тъй като по-голямата част от варовиковите ѝ стени са разрушени под въздействието на водата и изветрянето и е останал само нейният вход. По този начин се е превърнала в проходна пещера или скален мост.
Варовиковите скали в района благоприятстват развитието на карстови форми на релефа – понори, въртопи и пещери, повечето от които не са достатъчно проучени поради пропастният им характер.

## Биоразнообразие
Скалният мост е обитаван от петрофилни видове птици, бозайници, влечуги, паякообразни и насекоми. Срещат се гарван гробар, обикновен мишелов, планинска червеноопашка, бухал, горска улулица, също така сънливци и гущери. От прилепите се срещат ръждив и малък вечерник, полунощен прилеп, савиево прилепче, воден нощник, мустакат и златист нощник, широкоух прилеп.
В района се срещат много видове скални растения, които предпочитат варовик (калцифили), включително редки видове и ендемити
като българския ендемит фривалдскиева микромерия (Micromeria frivaldszkyana) и балканския ендемит родопски силивряк. За родопския силивряк това е най-високо разположеното находище.

## Маршрути
До Марковата дупка се достига от хижа „Амбарица“ за около 3 часа или от хижа „Добрила“ за около 3 часа.